# 赫克瑟姆
赫克瑟姆（英語：Hexham，/ˈhɛksəm/）是位於英格蘭東北部諾森伯蘭的一個集镇和民政教區。在2001年，赫克瑟姆有人口11,446人。2011年，增加到11,829人。

## 友好城市
- 法國 努瓦永